# Nishibe Yohei
Nishibe Yohei (西部 洋平 Nishibe Youhei, sinh ngày 1 tháng 12 năm 1980 ở Kobe, Hyōgo, Nhật Bản) là một cầu thủ bóng đá người Nhật Bản hiện tại thi đấu cho Shimizu S-Pulse.

## Sự nghiệp
Sau khi tốt nghiệp trung học, Nishibe bắt đầu thi đấu bóng đá chuyên nghiệp cho Urawa Red Diamonds năm 1999. Sau khoảng thời gian cho mượn ngắn với Kashima Antlers năm 2003, Nishibe gia nhập Shimizu S-Pulse theo dạng cho mượn từ 2004 và trở thành thủ môn số một của đội bóng. Năm 2006, chuyển nhượng cho mượn đến Shizuoka trở thành vĩnh viễn.

## Thống kê sự nghiệp
Cập nhật đến ngày 23 tháng 2 năm 2018.
| Thành tích câu lạc bộ | Thành tích câu lạc bộ | Thành tích câu lạc bộ | Giải vô địch | Giải vô địch | Cúp                   | Cúp                   | Cúp Liên đoàn | Cúp Liên đoàn | Châu lục | Châu lục  | Tổng cộng | Tổng cộng |
| Mùa giải              | Câu lạc bộ            | Giải vô địch          | Số trận      | Bàn thắng    | Số trận               | Bàn thắng             | Số trận       | Bàn thắng     | Số trận  | Bàn thắng | Số trận   | Bàn thắng |
| Nhật Bản              | Nhật Bản              | Nhật Bản              | Giải vô địch | Giải vô địch | Cúp Hoàng đế Nhật Bản | Cúp Hoàng đế Nhật Bản | Cúp Liên đoàn | Cúp Liên đoàn | AFC      | AFC       | Tổng cộng | Tổng cộng |
| --------------------- | --------------------- | --------------------- | ------------ | ------------ | --------------------- | --------------------- | ------------- | ------------- | -------- | --------- | --------- | --------- |
| 1999                  | Urawa Red Diamonds    | J1 League             | 0            | 0            | 0                     | 0                     | 0             | 0             | -        | -         | 0         | 0         |
| 2000                  | Urawa Red Diamonds    | J2 League             | 7            | 0            | 2                     | 0                     | 1             | 0             | -        | -         | 10        | 0         |
| 2001                  | Urawa Red Diamonds    | J1 League             | 21           | 0            | 4                     | 0                     | 2             | 0             | -        | -         | 27        | 0         |
| 2002                  | Urawa Red Diamonds    | J1 League             | 5            | 0            | 0                     | 0                     | 6             | 0             | -        | -         | 11        | 0         |
| 2003                  | Urawa Red Diamonds    | J1 League             | 0            | 0            | -                     | -                     | 0             | 0             | -        | -         | 0         | 0         |
| 2003                  | Kashima Antlers       | J1 League             | 0            | 0            | 0                     | 0                     | 0             | 0             | -        | -         | 0         | 0         |
| 2004                  | Shimizu S-Pulse       | J1 League             | 27           | 0            | 0                     | 0                     | 6             | 0             | -        | -         | 33        | 0         |
| 2005                  | Shimizu S-Pulse       | J1 League             | 29           | 0            | 5                     | 0                     | 7             | 0             | -        | -         | 41        | 0         |
| 2006                  | Shimizu S-Pulse       | J1 League             | 34           | 0            | 3                     | 0                     | 4             | 0             | -        | -         | 41        | 0         |
| 2007                  | Shimizu S-Pulse       | J1 League             | 33           | 0            | 2                     | 0                     | 4             | 0             | -        | -         | 39        | 0         |
| 2008                  | Shimizu S-Pulse       | J1 League             | 21           | 0            | 2                     | 0                     | 8             | 0             | -        | -         | 31        | 0         |
| 2009                  | Shimizu S-Pulse       | J1 League             | 14           | 0            | 4                     | 0                     | 2             | 0             | -        | -         | 20        | 0         |
| 2010                  | Shimizu S-Pulse       | J1 League             | 32           | 0            | 2                     | 0                     | 8             | 0             | -        | -         | 42        | 0         |
| 2011                  | Shonan Bellmare       | J2 League             | 38           | 0            | 0                     | 0                     | -             | -             | –        | –         | 38        | 0         |
| 2012                  | Kawasaki Frontale     | J1 League             | 28           | 0            | 0                     | 0                     | 3             | 0             | -        | -         | 31        | 0         |
| 2013                  | Kawasaki Frontale     | J1 League             | 23           | 0            | 2                     | 0                     | 3             | 0             | –        | –         | 28        | 0         |
| 2014                  | Kawasaki Frontale     | J1 League             | 20           | 0            | 1                     | 0                     | 1             | 0             | 8        | 0         | 30        | 0         |
| 2015                  | Kawasaki Frontale     | J1 League             | 11           | 0            | 2                     | 0                     | 3             | 0             | –        | –         | 16        | 0         |
| 2016                  | Shimizu S-Pulse       | J2 League             | 6            | 0            | 0                     | 0                     | –             | –             | –        | –         | 6         | 0         |
| 2017                  | Shimizu S-Pulse       | J1 League             | 0            | 0            | 0                     | 0                     | 0             | 0             | –        | –         | 0         | 0         |
| Tổng cộng sự nghiệp   | Tổng cộng sự nghiệp   | Tổng cộng sự nghiệp   | 317          | 0            | 29                    | 0                     | 58            | 0             | 8        | 0         | 412       | 0         |